# Garevac
Garevac (szerbül: Гаревац), település Bosznia-Hercegovinában, Modriča községben, a Szerb Köztársaság északi régiójában.

## Fekvése
A település Bosznia-Hercegovina északi részén, Dobojtól légvonalban 34, közúton 52 km-re északkeletre, községközpontjától légvonalban és közúton 4 km-re keletre, a Szávamenti síkságon, 100-104 méteres magasságban fekszik. Garevac mai beosztott falvai: Gornjani, Trnjani, Lužani és Baje.

## Népessége
| Nemzetiségi csoport | Népesség 1991 | Népesség 2013 |
| ------------------- | ------------- | ------------- |
| Szerb               | 171           | 2334          |
| Bosnyák             | 85            | 15            |
| Horvát              | 2304          | 750           |
| Jugoszláv           | 80            | 2             |
| Egyéb               | 155           | 120           |
| Összesen            | 2795          | 3221          |

## Története
Garevac települést írásos dokumentumokban 1762. január 18-án Garevo néven említik először bijelai egyházközség anyakönyvében, amelyhez Garevac akkoriban tartozott. A Garevac nevet 1932-ben használták először minden dokumentumban és egyházközségi anyakönyvben. 1885-ben a szarajevói ordináriusnak írt levelében Mato Oršolić, Garevac plébánosa már Garevacnak nevezte a falut, a híveket pedig a „garevaci plébánia” híveinek. Neve a korom jelentésű „garež, ogarica, ogarak, garevina, garavo” szavakból származik és onnan eredeztetik, hogy a települést a 17. század végén felégették, majd a 18. század első felében új élet és egy új falu született Garevo néven. A végzetes 1686-os évben a népnek és papjaiknak el kellett hagyniuk a „Locus st. Eliae” (Szent Illés) települést, amely részben a mai Garevac területére is kiterjedt, és a török elnyomás elől a Száván át Szlavóniába menekülniük. Ki tudja, hányszor égett le ez a terület akkoriban. Nikola Ogramić - Olovčić püspök 1673-ban azt írta, hogy a kolostor még mindig létezik a „Szent Illés helyén”, de a Szent Illés templomát, mely több mint egy olasz mérföldnyire állt a várostól lebontották:
„Nem messze a kolostortól állt Szent Illés temploma, amelyet egy keresztény uralkodó épített egy gyönyörű mezőn, ugyanolyan szélességű és magasságú, mint amilyen a pusztulásáig volt; de tíz évvel ezelőtt (1663-ban) a Boszna folyó megváltoztatta szabályos medrét, jobbról hatolt be a mezőre, áthatolt a templomon és lerombolta azt; a falak folyamatos áztatásával porig rombolta, és magával rántotta azzal a valóban hatalmas épülettel együtt, amellyel azok a keresztények megépítették.”
Az a templom egy pompás épület volt. A jelentésekben szereplő leírások megemlítik, hogy háromhajós volt, kívül-belül oszlopos karzatokkal, belül számos értékes műalkotással. A jelentések a rovinji székesegyházhoz hasonlítják. Biztosan tudjuk, hogy a boszniai uralkodók rendszeresen jártak Rovinjba nyaralni, megálltak ott, amikor Rómába átutaztak, hogy meglátogassák a pápákat. Tvrtko, aki a Rovinjban szállt meg bizonyára ilyen templomot kívánt az esküvőjére, amit adományként meg is valósított. A „gyönyörű mező”, ahol „a Boszna folyó jobbra változtatja medrét”, csak a mai Garevac területén lehetett, több mint egy olasz mérföldnyire Modriča városától. Egy olasz mérföld kilométerre átszámítva egy kilométer és 600 méter. A régi folyómeder ma is létezik, Odžak irányában található, míg a mederváltozás következtében Mrka Ada és Prud, melyek eredetileg a folyó jobb partján voltak, a Boszna-folyó túloldalán maradtak. E hely felemelkedését és virágzását 1374. november 16-ára és december 8-ára, I. Tvrtko bosnyák király adományozásának és esküvőjének idejére datálják. Miért nem javították meg soha a templomot, és miért nem építettek újat? Volt egy török törvény, amely kikötötte, hogy a keresztény imahelyeket nem lehet megjavítani, és újakat építeni, a használaton kívüli keresztény temetőket pedig felszántották.
Az osztrák-török háborúk és az 1718-as požarevaci béke után kezdődött meg e régió újranépesítése, különösen az 1739-es belgrádi béke után, amikor szerb nemzetiségű családok is költöztek erre a területre. Garevo minden részét leégették, csak pusztaság, hamu és korom maradt utána, a területet pedig tövisek borították. Az egykori szép mező és „Locus st. Eliae” földje bozót és pusztaság volt, de az új jövevények feltűrték az ingujjukat, összeszedték erejüket, eltávolították a bozótokat és rendbe tették a földet. Valószínűleg ekkor született meg a gondolat, hogy minek is nevezzék ezt a helyet. 1788-ban Lichenstein herceg ágyúkkal támadta Dubicát. Batinić történész azt írja, hogy Boszniában hosszú ideig az éveket „a dubicai ágyuzástól” számolták. Az oszmán Birodalom sietve kitelepítette a Száva menti keresztény lakosságot, a falvak üresek maradtak, a lakosok pedig a szárazföld belseje felé költöztek. Tišinából, Domaljevacból és a Száva menti más falvakból a hívők a modričai plébániára és a mai Garevac területére menekültek. Ez a betelepülés 4 évig tartott.
Az egykor horvát lakosságú település 1878-ig tartozott az Oszmán Birodalomhoz. Ekkor a berlini kongresszus határozata alapján az Osztrák-Magyar Monarchia része lett. 1879-ben az első osztrák-magyar népszámlálás során a Gradačaci járáshoz településnek 74 háztartása és 514 római katolikus lakosa volt. 1910-ben a Gradačaci járáshoz tartozó településen 141 háztartást, 988 római katolikus és 15 ortodox lakost találtak. A monarchia szétesésével 1918-ban előbb a Szerb-Horvát-Szlovén Királyság, majd 1929-től a Jugoszláv Királyság része lett. 1921-ben a Gradačaci járáshoz tartozó településnek 1162 lakosa volt, közülük 1146 római katolikus, 11 ortodox és 5 görög katolikus volt. Az 1929-es törvény értelmében, amikor Bosznia-Hercegovinát négy banovinára, Drinskára, Vrbaskára, Zetskára és Primorskára osztották, a település a Vrbaska banovina (Orbászi Bánság) része lett, amelynek székhelye Banja Luka volt. 1939-ben a közigazgatás átszervezésével a Hrvatska banovina (Horvát Bánság) része lett.
A második világháborúban Jugoszlávia megszállása után a Független Horvát Állam (NDH) része lett. A második világháború után 1992-ig a település a szocialta Jugoszlávia keretében a Bosznia-Hercegovinai Népköztársaság része volt. Az 1990 novemberi Modriča községben tartott többpárti választások hivatalos eredményei szerint a Horvát Demokratikus Közösség (HDŽ) aratott átfogó győzelmet. 1991 végén és 1992 elején a Jugoszláv Néphadsereg (JNA) előkészületeket tett a Modriča elleni támadásra, mely a Bosanska Posavina elleni általános támadás részeként, két irányban zajlott. Az első irány a 17. JNA hadtest első kihelyezett parancsnokságából, Pelagićevo faluból (Gradačac község) indult, Pelagićevo - Obudovac - Gornja Slatina - Bosanski Miloševac irányban. A második irány a 17. JNA hadtest második kihelyezett parancsnokságából, Podnovlje faluból (Doboj község) indult; az egyik ág Dugo Polje és Botajica falvakon, a másik ág pedig Vranjak, Koprivna és Osječani falvakon keresztül haladt. A JNA már 1991 végén létrehozott egy dandár szintű katonai egységet Modriča községben a szerb nemzetiségű lakosok körében, amelyet Radosavljević alezredes és Milo Stanković őrnagy vezette aktív JNA-tisztekből álló állomány irányított. Modrić község összes jelentős szerb lakosságú falujában a JNA század szintű egységeket hozott létre az említett dandár összetételéhez. Ilyen egységeket hoztak létre Skugrić, Vranjak, Koprivna, Bosanski Miloševac falvakban és magában Modriča városában. A modričai és miloševaci egységek egy közös zászlóaljat alkottak. A fentieken túlmenően a JNA 1992 elején megerősítette a helyi hadsereget Miloševac faluban páncélos egységek, tankok és többcsövű rakétavetős egységek, valamint egy Niš különleges erők nevű különleges célú egység bevetésével. 1992. április 11-től a horvát 105. HVO dandár 1. zászlóalj tagjai határozottan védekezésbe kezdtek a támadó szerb erőkkel szemben. Az arcvonalat 1992. június 27-ig tartották, ekkor kényszerítették az egyesített szerb erők az odžaki csatatérre vonulásra, ahol Odžak elestéig védekeztek.
A szerb erők támadása Modriča község ellen 1992. május 3-án, reggel öt órakor kezdődött. A várost és a horvátok és muszlimok lakta összes falut heves tüzérségi tűz érte. Számos aknagránátot lőttek ki a városra. A Miloševac faluban állomásozó szerb erők nehéztüzérségi támadást indítottak a horvátok lakta Garevac falu ellen. 1992. május 10-én reggel 8 óra körül megkezdődött a szerb erők közös tüzérségi és gyalogsági támadása a horvát Kladare Gornje és Donje, valamint Garevac falvak ellen. A szerb erők 1992. június 27-28-i két napos támadása végül a horvát erőket előbb Odžak község felé, majd a Száva folyón át Horvátországba űzte. Végül egy erőszakos tüzérségi támadás után a szerb erők tagjainak 1992. július 9-én sikerült elfoglalniuk Modriča község teljes területét. A boszniai háború idején a település horvát lakosságát elűzték, helyükre pedig szerbek települtek. A boszniai háborút lezáró daytoni békeszerződés rendelkezése alapján az ország területét felosztották a Bosznia-hercegovinai Föderáció és a boszniai Szerb Köztársaság között. A békeszerződés utáni területmegosztási megállapodás értelmében a település a Boszniai Szerb Köztársasághoz került. 

## Oktatás
A boszniai Posavina első elemi iskoláját Ilija Starčević atya nyitotta meg 1823-ban Tolisában. Andrija Kujundžić ferences tartományfőnök 1853 januárjában Kreševóban összeállított jelentésében Garevo települést a „helyek, ahol iskolákat kellene építeni” címszó alatt említette. Azonban közel 30 évbe telt, mire ez az elképzelés megvalósult. Garevlje, Šimun Marić, Anto Anđelić, Ilija Jurošević és Marko Martinović lakosai által Stadler érseknek küldött 1882. július 24-i levelükben ez áll: „Mi, vak és ésszerűtlen emberek, erőfeszítéseket tettünk egy tanterem építésére, hogy legalább a fiatalabbak ne legyenek olyanok, mint mi, vakok...” 1884. május 26-án kelt, Vrhbosna ordinariátusnak címzett levelében Mato Baotić garevoi plébános azt írja, hogy a garevoi iskolaépület 1882. május 14-én készült el. Azt szerette volna, ha az iskolát a templom közelében (a Perić-háznál) építik fel, hogy a fiatalok minden reggel szentmisére járhassanak. De „a kegyetlen és hanyag lakosok” – írja Baotić plébános – „beleegyeztek abba, hogy az iskolaépületet a falu közepén emeljék, amely egy órányi gyaloglásra van a plébániától”. Az iskolaépület elkészülte után a garevoi lakosok megegyeztek Martin Gregorović tanítóval, hogy tanítsa gyermekeiket. Mivel pedig a garevoiak nem fizették ki időben a falu tanítójának a tartozásaikat, a kormánynak kellett közbelépnie. A boszniai háború alatt a garevói általános iskola épületét súlyosan megrongálták a szerb szélsőségesek. Az iskolaépület 2007-ben a a HKD „Napredak” Egyesület és a német „Renovabis” alapítvány pénzügyi támogatásával teljes felújításon esett át.

## Sport
Az NK Mladost Garevac labdarúgóklubot 1952-ben alapították és 1992-ig a szerb megszállásig működött.

## Nevezetességei
Néhány héttel azután, hogy Vrhbosna ötödik érsekeként felszentelték, Smiljan Franjo Čekada 1968. február 11-én meglátogatta a garevaci Lourdes-i Szűzanya-templomot. A főpásztorral folytatott beszélgetés során Garevac lakosai kifejezték kívánságukat, hogy templomot szeretnének a falujukban, és hogy Garevac önálló plébániává váljon. A fáradhatatlan Mijo Thon lelkész munkához látott. Személyes beszélgetések, vasárnapi misék és a vasárnapi istentiszteletek során megpróbálta megnyerni a híveket a tervezett építkezéshez; emellett nyugat-európai jótevőket keresett fel anyagi segítségért. Az egyik első jótevő a freiburgi Albert Maria Lehr építész volt. Két évvel később, 1970 őszén megkezdődtek a plébániaház építési munkálatai, amely rövid idő alatt elkészült. 1972 őszén megkezdődtek a plébániatemplom alapjainak földmunkái is. Smiljan Čekada érsek 1973. augusztus 12-én, vasárnap megáldotta a Garevača plébániatemplom új alapjait, majd 1975. szeptember 15-i rendeletével megalapította a Garevac plébániát és meghatározta annak határait, Mijo Thon plébános és a hívek pedig megállapodtak abban, hogy védőszentjüket pünkösdhétfőn ünneplik. A templomot 1976. augusztus 13-án szentelte fel Dr. Tomislav Jablanović vrhbosnai segédpüspök. Az 1992-es háborús pusztításban szerb szélsőségesek június 27-én felgyújtották a plébániaházat és a Boldogasszony-templomot, és robbantásokkal lerombolták a templomtól nem messze álló harmincöt méter magas harangtornyot. 2000 nyarán Ilija Matanović plébánosként érkezett a lerombolt és kiürített garevaci plébániára, majd három év alatt sikerült újjáépítenie a lerombolt plébániaházat és a plébániatemplom nagy részét. Utódja, Filip Brajinović tiszteletes (+2018) befejezte a templom felújítását és megépítette a harangtornyot (2013), a hívekkel közösen pedig megvásárolták a Burić-istállót, és emlékművé alakították át mindazok számára, akik az elmúlt két háborúban elestek és eltűntek a régióban.